# Die Goldenen Zitronen
Die Goldenen Zitronen (litt. Les Citrons dorés) est un groupe de fun-punk allemand, originaire de Hambourg. Depuis les années 1990, ils suivent un style croisé entre punk et hip-hop. Dans les années 2000, des éléments électroniques, des formes musicales expérimentales et des influences de krautrock sont ajoutés. Les textes gardent souvent un lien politique.
Le nom du groupe s'inspire de Silbernen Zitrone, distinction de l'ADAC à une mauvaise voiture.

## Histoire
Les membres fondateurs sont Bernhard Wondra (chant), Ale Sexfeind (batterie), Ted Gaier (bass, guitare) et Aldo Moro (guitare, basse). Cependant, après le premier concert, Wondra est remplacé par Schorsch Kamerun. Outre Ted Gaier et Schorsch Kamerun, les membres actuels sont Thomas Wenzel (Die Sterne, Cow) sous le pseudonyme de Julius Block, le claviériste Mense Reents (aussi membre notamment d'Egoexpress et Stella) et Enno Palucca.
Au début, le groupe combine du rock'n'roll avec du punk rock des années 1970 et des paroles humoristiques au schlager. Ils se font connaître par des concerts chaotiques. Les membres se considèrent comme un symbole d'indépendance et refusent toute coopération avec l'industrie de la musique.
En 1986, ils font sensation avec leur chanson Am Tag, als Thomas Anders starb, une variante satirique du tube Am Tag, als Conny Kramer starb de Juliane Werding. Avec Für immer Punk, une reprise de Forever Young d'Alphaville, mettant en vedette des membres de nombreux autres groupes de punk rock tels que Die Toten Hosen ou Die Ärzte, ils ont un succès sur scène. Plusieurs contrats importants avec des labels sont refusés par le groupe. Sur le nouvel album, ils collaborent avec Michaela Melián et Mark Stewart.
L'album Fuck You (1990), sur lequel ils se moquent des grands groupes de rock et protestent contre la stupidité de la vie quotidienne, montre un développement du groupe.
En 1994, ils présentent un nouveau style musical avec l'album Das bißchen Totschlag. Leur power rock habituel a des éléments de garage rock, de rythmes électro, de hip-hop et de noise rock. Dans la chanson titre, le groupe fait référence aux incendies criminels commis à Mölln et à Hoyerswerda, aux crimes racistes politiques en Allemagne et au durcissement ultérieur de la loi sur l'asile et au meurtre de l'antifasciste Silvio Meier. En 1996, ils sortent leur album Economy Class, sur lequel on peut entendre des improvisations de type jazz.
Avec Dead School Hamburg, ils changent complètement de style musical, les instrumentations sont expérimentales. Une certaine propension à l’avant-garde se poursuit dans leur album studio 2001, Schafott zum Fahrstuhl. Cinq ans passent avant le prochain album Lenin. Le résultat est à nouveau un collage de musique punk moderne, loin du lieu commun de la culture pop.
Lors de la sortie en 2009, Die Entstehung der Nacht, le style de musique change encore et Die Goldenen Zitronen développent une passion pour la poésie et le chant.
Le groupe collabore, entre autres, avec l'auteur-compositeur-interprète Franz Josef Degenhardt, mais aussi avec de jeunes artistes comme Chicks on Speed et Peaches, Hans Platzgumer, Françoise Cactus, DJ Koze, DJ Hell, Dis*ka et les Merricks.

## Discographie
Albums
- 1987 : Porsche, Genscher, Hallo HSV
- 1988 : Kampfstern Mallorca dockt an
- 1990 : Fuck You
- 1991 : Punkrock
- 1994 : Das bißchen Totschlag
- 1996 : Economy Class
- 1998 : Dead School Hamburg (Give me a Vollzeitarbeit)
- 2001 : Schafott zum Fahrstuhl
- 2006 : Lenin
- 2009 : Die Entstehung der Nacht
- 2013 : Who’s Bad
- 2015 : Flogging a Dead Frog

## Source de la traduction
- (de) Cet article est partiellement ou en totalité issu de l’article de Wikipédia en allemand intitulé « Die Goldenen Zitronen » (voir la liste des auteurs).